# DraCo
Der DraCo, spätere Varianten wurden auch als DraCo Vision bezeichnet, war ein Computersystem zur Videobearbeitung und hier insbesondere dem nicht-linearen Videoschnitt, das von der MS MacroSystem Computer GmbH ab 1994 entwickelt und ab 18. August 1995 vertrieben wurde. Es basierte auf der Commodore-Amiga-Plattform. DraCo war der erste kommerzielle Amiga-Klon.

## Geschichte
In Deutschland begann eine Gruppe von Amiga-Hardware-Entwicklern, die für MS MacroSystem Computer GmbH arbeiteten, sich mit der Tatsache zu befassen, dass Commodore bankrottging und der Vorrat an Amigas schließlich versiegen und ihr kommerzielles Unternehmen beenden würde. So traf MacroSystem 1994 die Entscheidung, einen Amiga-Klon zu bauen, der auf erschwingliches digitales Video ausgerichtet ist. Die Aufgabe wurde in einem Zeitraum von neun Monaten von einer Gruppe von sechzehn Personen erledigt. Nach vier Monaten hatten sie bereits einen Boot-Prototyp. In ihrem Design integrierten sie und modifizierten dann die meisten Hardwaregeräte, die sie bereits in der Vergangenheit verkauft hatten, in diesen neuen „NLE“-Computer.

## Preise
Der Preis des DraCo war je nach Ausstattung unterschiedlich und begann ab 4.498 DM. Ein System mit einem Motorola-68060er-Prozessor und CD-ROM-Laufwerk war beispielsweise für ca. 6.000 DM zu haben, und Systeme mit für damalige Verhältnisse High-End-Ausstattung wie 32 MByte RAM und 3-GByte-SCSI-Festplatten wurden für knapp 10.000 DM angeboten.

## Hardware

Ein DraCo-Rechner

### Zentraleinheit
Das Motherboard, genannt Eltanin, basierte auf der Warp Engine Amiga Beschleunigerplatine. Es verfügte über einen MC68060-Prozessor von Motorola mit FPU und MMU bei 50 MHz. Bei einigen Sondermodellen wurde ein MC68040 verwendet.

### Speicher
DraCos hatten eine einheitliche Speicherarchitektur, die ihnen einen Wettbewerbsvorteil gegenüber den Amigas verschaffte, da sie nicht durch die 2 MB Chipmem begrenzt sind, die Amigas erreichen können. Wenn DraCos auf dem Chipmem abgefragt werden, den sie haben, zeigen sie die Framebuffer-Größe der Grafikkarte an (normalerweise 4 MB). Die Eltanin-Karte enthält vier 72-polige SIMM-Steckplätze für bis zu 128 MB RAM.

### Benutzerdefinierter Chipsatz
Im Gegensatz zu herkömmlichen Amigas fehlt DraCos der Amiga-Custom-Chipsatz, und so verlassen sie sich auf Software-API, die viele Hardwarefunktionen neu ausrichten.

### Busboard
Der Computerbus hatte einige Besonderheiten. Der Rastaban war ein passives Busboard voller Erweiterungssteckplätze (ähnlich wie S-100 Busboards). Es hatte 5 Zorro II Amiga kompatible Steckplätze und drei DracoDirect Steckplätze. Es gab auch einen speziellen CPU-Steckplatz für einen Alpha-Prozessor, der nie veröffentlicht wurde. Zorro II-Steckplätze boten ein gewisses Maß an Amiga-kompatiblen Hardwareoptionen. Auf der anderen Seite boten die DracoDirect-Steckplätze schnellere Geschwindigkeiten und 32-Bit-Transfers, da sie lediglich durch die Belichtung der Mehrheit der Mikroprozessorsignale in diesen Steckplätzen erstellt wurden.

### Grafik
Die Grafikkarte war eine leicht modifizierte Retina Z3, die jetzt „Altais“ hieß. Es wurde der DracoDirect-Steckplatz anstelle des Zorro III-Steckplatzes verwendet, da er schnellere Übertragungsraten bot. Es wurde vom Betriebssystem durch das damals neue CyberGraphX retargetable Grafik-Subsystem unterstützt.

### Ton- und Videoaufnahme
Die Soundkarte und der Framegrabber (Toccata und Vlab Motion Karten) waren optional und wurden schließlich zusammen in einer eigenständigen DracoDirect-Karte namens DracoMotion gebaut.

### Speichermedium
DraCo verfügte über eine Fast SCSI II-Schnittstelle, um einen schnellen Festplattenzugriff bei minimaler CPU-Auslastung zu ermöglichen.

### Gehäuse
Das Gehäuse war ein Standard-PC-Full-Tower, das später durch ein „würfelförmiges“ ersetzt wurde, das mehr Platz, eine bessere Abschirmung und ein verbessertes Netzteil bot. Das Marketingziel hinter dieser Falländerung war es, potenziellen Kunden durch ihre unterschiedliche Form die Wahrnehmung zu vermitteln, dass die Maschine kein gewöhnlicher PC war.

## Software
Als Betriebssystem wurde AmigaOS 3.1 verwendet, basierend auf dem ursprünglichen Amiga 3000 Kickstart-ROMs, zusammen mit einem anderen setpatch-Befehl, der beim Booten einige umfangreiche Patches des ROM durchführte. Als Bundle wurden eine ganze Reihe von Anwendungen und Dienstprogrammen mitgeliefert. MovieShop war eine benutzerdefinierte, leistungsstarke Software zur digitalen Videobearbeitung (neueste Version ist  MovieShop 5.3  BETA 3 aus  13. Juni 2000), und so flexibel einsetzbar, dass viele Studios es als ihre primäre Schnittsuite übernahmen.
Daneben gab es auch eine NetBSD-Portierung für die DraCo-Systeme.

## Das Ende des DraCo
MacroSystem verkaufte und unterstützte DraCos bis zum Jahr 2000. Es wurde kein großer kommerzieller Erfolg. Dieser stellte sich erst mit dem Redesign als erschwinglicheres System für die Videobearbeitung ein. Als Casablanca Classic wurde der DraCo weiterproduziert.